# Catedral de San José (Gambela)
La Catedral de San José (en amárico: ቅዱስ ዮሴፍ ካቴድራል) es el nombre que recibe un edificio religioso que está afiliado a la Iglesia católica y se sitúa en la localidad de Gambela, en el estado del mismo nombre (antes conocido como Región 12) parte del país africano de Etiopía.
Sigue el rito romano y depende en términos religiosos del vicariato apostólico de Gambela (Vicariatus Apostolicus Gambellensis) que fue creado el 16 de noviembre de 2000. Como su nombre lo indica su patrono es San José. Cerca además se encuentra el parque nacional Gambela.